# Mario Silva (Politiker)

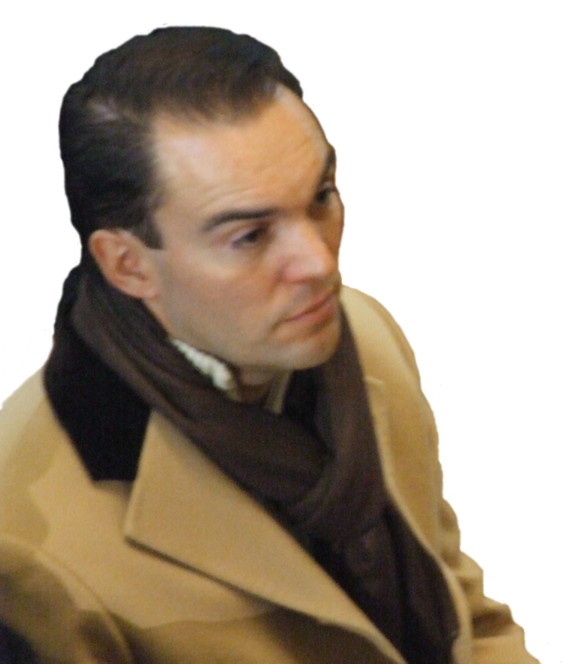
Mario Silva

Mario Silva (* 11. Juni 1966) ist ein kanadischer Politiker der Liberalen Partei von Kanada. Von 2004 bis 2011 war er Abgeordneter im Unterhaus von Kanada.

## Leben
Silva wurde auf den zu Portugal gehörenden Azoren geboren. 1994 gewann er die Wahlen zur Bürgerversammlung der kanadischen Stadt Toronto und besiegte mit 15 Stimmen Mehrheit Tony O’Donohue. 2004 wechselte er als Politiker auf die Bundesebene und setzte sich innerparteilich in einer Abstimmung bei den Liberalen gegen Charles Caccia durch. Als Abgeordneter gewann er 2004 die Wahlen im Distrikt Davenport, ein Wahlkreis im Westen von Toronto. Nach seiner Wahl zum Abgeordnetenhaus wurde Silva im Toronto Star geoutet. 2006 verteidigte Silva erneut den Wahlkreis für die Liberalen.